# Eugeniusz Kwiatkowski

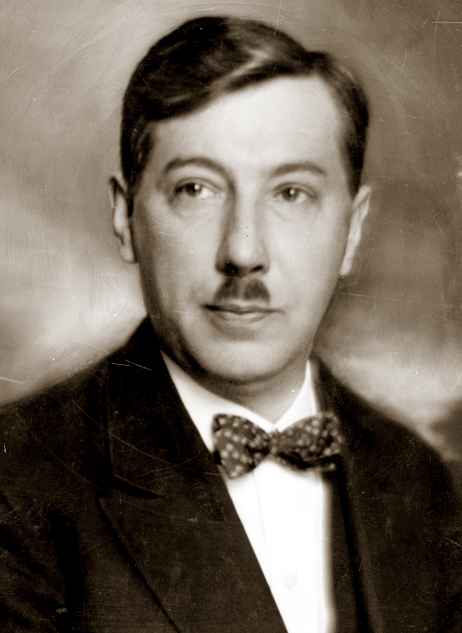
Kwiatkowski etwa zu Beginn der 1930er Jahre

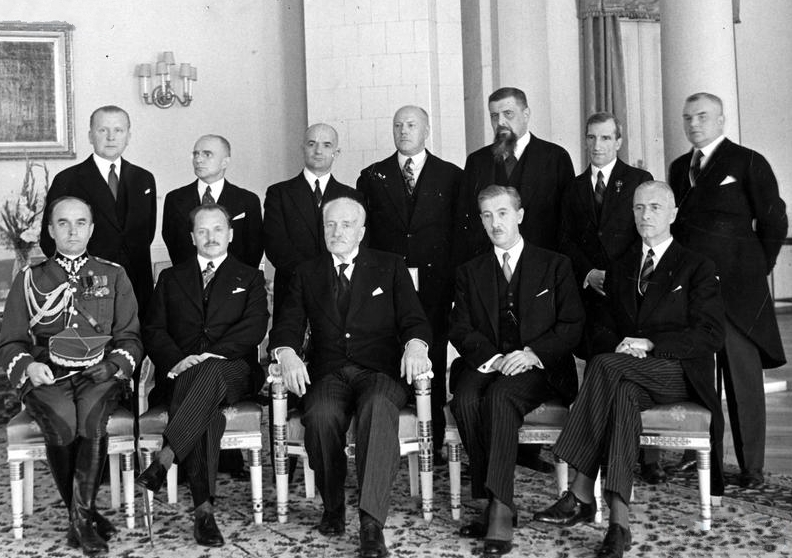
Das Kabinett unter Koscialkowski; Kwiatkowski sitzend, zweiter von rechts

Eugeniusz Felicjan Kwiatkowski (* 30. Dezember 1888 in Krakau, Österreich-Ungarn; † 22. August 1974 in Krakau) war ein polnischer Ingenieur, Manager, Ökonom und Politiker der Zwischenkriegszeit. Er war Industrie- und Finanzminister sowie Stellvertretender Ministerpräsident der Zweiten Polnischen Republik. In den Jahren vor dem Zweiten Weltkrieg gehörte er zu der Gruppe der führenden fünf polnischen Politiker und bestimmte wesentlich die Wirtschafts- und Finanzpolitik des Landes. Wegen des von ihm vorangetriebenen Ausbaus des Hafens und der Stadt Gdynia wird er auch als „Vater von Gdynia“ bezeichnet.

## Leben
Der Vater Kwiatkowskis war Jurist und Angestellter bei einer Bahnbehörde in Krakau. Nach einer Erbschaft zog die Familie nach Czernichowce (in der Nähe von Sbarasch in der heutigen Ukraine). Hier verlebte Kwiatkowski mit seinen Geschwistern Roman, Janina und Zofia seine Kindheit. Ab 1898 war er Schüler in Lemberg. Anschließend besuchte er das Jesuitenkolleg in Chyriw.
Kwiatkowski studierte Chemie an der Technischen Universität in Lemberg (1907 bis 1910) und der Ludwig-Maximilians-Universität in München (1910 bis 1912). Im Jahr 1913 heiratete er Leokadia, mit der er drei Kinder (Jan, Hanna, Ewa) hatte.

### Erster Weltkrieg und Zwischenkriegszeit
Während des Ersten Weltkrieges kämpfte Kwiatkowski bei den Polnischen Legionen. Zeitweilig war er auch als Manager in den Gaswerken von Lublin tätig. Im sich anschließenden polnisch-sowjetischen Krieg arbeitete er in der Abteilung für Chemie der Zentralstelle für Beschaffungswesen des Militärministeriums. Im Jahr 1921 verließ er die Armee als Leutnant. Er wurde Dozent an der Technischen Universität in Warschau. Auch war er in einer Stickstofffabrik Mościckis tätig (Oberschlesische Stickstoffwerke in Chorzów, Ost/Polnisch-Oberschlesien).
Nach Józef Piłsudskis Staatsstreich im Jahr 1926 schlug der Staatspräsident und Piłsudski-Vertraute Ignacy Mościcki Kwiatkowski für das Amt des Wirtschaftsministers (Ministerstwo Przemysłu i Handlu) im Kabinett von Kazimierz Bartel vor. Von 1926 bis 1930 diente Kwiatkowski in dieser Funktion in acht Folge-Regierungen (neben Bartel waren dies Kabinette von Józef Piłsudski, Kazimierz Świtalski und Walery Sławek). Er gilt als der „Vater des Wiederaufschwungs“.
In den Jahren 1931 bis 1935 leitete er die Stickstofffabriken Państwowa Fabryka Związków Azotowych in Chorzów und Mościce.
Von 1935 bis 1939 war er Vizepremierminister und Schatzminister in den Regierungen von Marian Zyndram-Kościałkowski und Felicjan Sławoj Składkowski.

#### Volkswirtschaftliche Politik
Kwiatkowski stellte einen vielbeachteten, ambitionierten Vierjahresplan zur Entwicklung der polnischen Volkswirtschaft für die Jahre 1936 bis 1939 auf. Im Rahmen dieses Planes wurde die polnische Handelsmarine und der Überseehandel (z. B. Kohleexport) gestärkt. Er forcierte den geplanten Bau eines polnischen Seehafens in Gdynia. Die Anlage des Hafens führte auch zu einem starken Ausbau und Wachstum des vormals kleinen Fischerortes.
Das Zentrale Industriegebiet (poln.: Centralny Okręg Przemysłowy, COP) war ein von Kwiatkowski entwickeltes und vorangetriebenes Infrastrukturprojekt. Es lief über mehrere Jahre und war das größte Investitionsprogramm für die Wirtschaft der Zweiten Republik. Ziel war die Schaffung eines schwerindustriellen Produktionsgebietes in der Landesmitte – mit möglichst großer Entfernung zu den Grenzen mit Deutschland und der Sowjetunion. Es beinhaltete Gebietsteile der folgenden, damaligen Woiwodschaften: Ostteil der Woiwodschaft Kielce, Südteil der Woiwodschaft Lublin, Westteil der Woiwodschaft Lwów sowie die Woiwodschaft Krakau. Mit dem Aufbau eigener Produktionsressourcen wollte Kwiatkowski die polnische Wirtschaft unabhängig von Lieferungen aus dem Ausland (vor allem aus dem deutschen Teil der oberschlesischen Schwerindustrieregion) machen. Das am 1. September 1936 gestartete Programm konnte wegen Ausbruch des Zweiten Weltkrieges nicht vollendet werden. Dennoch konnten Teile des Plans realisiert werden; diese bildeten in der Nachkriegszeit die Basis für eine Fortführung des Programmes.
Im April 1938 sprach Kwiatkowski sich in Kattowitz vor Vertretern der Partei OZON für die Eliminierung nicht-polnischer Elemente aus dem Wirtschaftsleben aus.
Kwiatkowski war Vertreter einer keynesianische Wirtschaftspolitik und einer antiinflationären Währungspolitik. Erst im Frühjahr 1939 konnte er sich nach erheblichen Einlagenabzügen bei den polnischen Banken infolge der unsicheren politischen Situation in Europa nicht mehr gegen die Aufhebung der bis dahin verbindlichen 30%igen Golddeckungspflicht für den Gesamtnotenumlauf durchsetzen.
Kwiatkowski repräsentierte den technokratisch eingestellten Flügel der Sanacja-Regierungen, war ein überzeugter Anhänger des Etatismus und beeindruckt vom Erfolg des New Deals in den USA, der mit seinen teils planwirtschaftlichen Ansichten auf heftigen Widerstand der Vertreter einer liberalen Wirtschaftspolitik stieß. Sprecher der Liberalen und damit wichtigster wirtschaftspolitischer Gegner Kwiatkowskis war der Abgeordnete und Wirtschaftsprofessor an der Jagiellonen-Universität in Krakau, Adam Krzyżanowski.
In der Bevölkerung erlangte Kwiatkowski mit seinem Vierjahresplan zur Industrialisierung eine unerwartete Popularität. Seine Politik symbolisierte das Ende der Weltwirtschaftskrise.

### Zweiter Weltkrieg und Nachkriegszeit
Nach der Besetzung Polens durch deutsche und in Folge durch sowjetische Truppen, verließ Kwiatkowski mit anderen Mitgliedern der Regierung das Land am 17. September 1939. Bis 1945 war er in Rumänien interniert.
Nach Kriegsende kehrte er nach Polen zurück und war als Regierungsbevollmächtigter für den Wiederaufbau und die Entwicklung von Küstenprojekten tätig. Er lebte in der Claaszen-Villa in Sopot. Von 1947 bis 1952 war er Abgeordneter des Sejm. 1948 wurde er – als „politisch unzuverlässig“ – aus dem Staatsdienst entlassen. Sein Name wurde in polnischen Schulbüchern nach dem Zweiten Weltkrieg nicht mehr genannt. Nach seiner Entlassung beschäftigte er sich mit Studien und Publikationen zu Chemie, Physik und Geschichte. Zur allgemeinen Überraschung ließ der damalige Generalsekretär der Partei, Edward Gierek, Kwiatkowski in den 1970er Jahren noch einmal bezüglich geplanter Investitionen im Hafen Danzigs kontaktieren.
Kwiatkowski starb in Krakau, dort wurde er auch beerdigt. Den Trauergottesdienst hielt der damalige Kardinal Karol Wojtyła in der Wawel-Kathedrale.

## Auszeichnungen und Ehrungen
Im Jahr 1931 wurde Kwiatkowski mit dem Großkreuz des Polonia Restituta-Ordens ausgezeichnet. Drei Tage vor seinem Tod verlieh ihm die Universität Danzig die Ehrendoktorwürde. 1996 wurde Kwiatkowski posthum der Weiße Adlerorden verliehen. Ebenfalls posthum wurde er im Jahr 2005 in die Galeria Chwały Polskiej Ekonomii aufgenommen. In Danzig ist eine Schnellstraße (Trasa im. Eugeniusza Kwiatkowskiego) nach ihm benannt. Auch eine private Hochschule in Gdynia trägt seinen Namen (Wyższa Szkoła Administracji i Biznesu im. Eugeniusza Kwiatkowskiego). Viele weitere Straßen und Schulen in Polen sind nach ihm benannt. In mehreren Städten (z. B. Warschau, Krakau, Gdynia oder Stalowa Wola) befinden sich ihm gewidmete Denkmäler oder Gedenktafeln. Auch ein Multi-purpose Dry Cargo-Schiff des Typs REM 120 für die Gdańskie Linie Morskie wurde 2008 nach ihm benannt (Eugeniusz Kwiatkowski, später verchartert und umbenannt in BBC Kwiatkowski)'.

## Schriften
- Zagadnienie przemysłu chemicznego na tle wielkiej wojny, 1923
- Postęp gospodarczy Polski, 1928
- Polska gospodarcza w roku 1928, 1928
- Powrót Polski nad Bałtyk, 1930
- Dysproporcje. Rzecz o Polsce przeszłej i obecnej, 1932